# Ceracris kiangsu
Ceracris kiangsu är en insektsart som beskrevs av Tsai, P. 1929. Ceracris kiangsu ingår i släktet Ceracris och familjen gräshoppor. Inga underarter finns listade i Catalogue of Life.